# Peregrina linearifolia
Peregrina linearifolia är en tvåhjärtbladig växtart som först beskrevs av A. St.-hil., och fick sitt nu gällande namn av W.R. Anderson. Peregrina linearifolia ingår i släktet Peregrina och familjen Malpighiaceae. Inga underarter finns listade i Catalogue of Life.